# Mondo Mini Shows
Mondo Media er et amerikansk tegnefilmselskab, der har skabt Adobe Flash animationsfilm "Inspector Beaver", "Thugs On Film", og andre flash-animationsserier.

## Liste over serier
- The God & Devil Show
- Hard Drinkin' Lincoln
- Heavy Metal Guy
- Inspector Beaver
- Like, News
- Absolute Zero
- Piki & Poko
- Poker Night
- Trailer Court
- Thugs on Film
- Zombie College
- Spiral